# Horace Brown
Horace Hallock „Hal” Brown (ur. 30 marca 1898 w Madison, zm. 25 grudnia 1983 w Houston) – amerykański lekkoatleta specjalizujący się w biegach długodystansowych, złoty medalista olimpijski.
W 1920 r. uczestniczył w letnich igrzyskach olimpijskich w Antwerpii, zdobywając złoty medal w biegu drużynowym na dystansie 3000 metrów. Startował również w finale biegu na 5000 metrów, konkurencji jednak nie ukończył i nie został sklasyfikowany. W 1920 r. zdobył również tytuł mistrza federacji IC4A (ang. Intercollegiate Association of Amateur Athletes of America) w biegu na 2 mile.
W 1917 r. został wcielony do armii amerykańskiej i wysłany do Francji, aby walczyć w I wojnie światowej. Początkowo służył jako kierowca karetki, a następnie jako pilot i strzelec w lotnictwie. Po wojnie ukończył prywatny uniwersytet Williams College i pracował jako sejsmolog.
Rekordy życiowe:
- bieg na 2 mile – 9:51,4 – 1919
- bieg na 5000 metrów – 15:15,2 – 1920